# سن-دنی، رئونیون
سن-دونی (به فرانسوی: Saint-Denis, Réunion) در شهرستان رئونیون در ناحیه رئونیون با جمعیت ۱۳۸٬۳۱۴ نفر در کشور فرانسه واقع شده‌است